# フリッツ・カスパレク
フリッツ・カスパレク（Fritz Kasparek、1910年7月3日-1954年6月6日）は、オーストリアの登山家。アイガー北壁の初登頂に成功した事で知られる。
少年時代はフィールド競技と自転車競技、そしてダンスに夢中であった。18歳の時にロッククライミングに出会い、以降グローセ・チンネ（大チンネ）北壁、マルモラータ南バットレスなどの登頂をなし遂げる。1938年にハインリヒ・ハラーと共にアイガー北壁に挑み、登攀中に合流したヘックマイヤーらのドイツ人パーティと共に初登頂に成功した。
第2次世界大戦に従軍し1948年に捕虜収容所から解放された後はウィーンでスポーツ用品店を開いている。
1954年、ペルー・アンデスのサルカンタイ峰の登頂に挑むが、登攀途中に雪庇の崩壊により遭難死した。

## 著書
- 『アイガー北壁に挑む』（Vom Peilstein zur Eiger-Nordwand 1951年） あかね書房（1966年、世界山岳名著全集6 収録）